# 图盖拉瀑布
图盖拉瀑布是位于南非德拉肯斯堡山脉的一条季节性瀑布，被认为是世界第二高的瀑布。
瀑布共由五级组成，总落差为948米（3,110英尺），最大一级的落差达411米。2016年一组来自捷克的科学考察团队测量得出983 m的落差，如果此数据得到确认，图盖拉瀑布总落差将超过当前认为世界最高的安赫尔瀑布。瀑布在距圖蓋拉河源头数公里的地方，从莱索托和南非边境的悬崖落下。